# Bomitaba
Bomitaba (auch Bamitaba, Leke, Mbomitaba und Mbomotaba) ist eine von circa 9820 Menschen in der Republik Kongo und in der Zentralafrikanischen Republik gesprochene Bantusprache. Die kongolesischen Sprecher sind mit etwa  9600 in der Mehrheit und  leben im Departement Likouala.

## Klassifikation
Bomitaba bildet mit den Sprachen Bongili, Dibole, Mbati, Ngundi und Pande die Ngundi-Gruppe. Nach der Einteilung von Malcolm Guthrie gehört Bomitaba zur Guthrie-Zone C20. Sie hat die Dialekte Matoki und Epena.